# Синьори, Джузеппе
Джузе́ппе Синьо́ри (итал. Giuseppe Signori; род. 17 февраля 1968, Альцано-Ломбардо, Ломбардия) — итальянский футболист, нападающий. Выступал за сборную Италии. Один из лучших бомбардиров в истории Серии А. В начале карьеры он использовался как левый вингер, где его скорости и дриблингу нашли применение. Он также был чрезвычайно точным исполнителем стандартных положений и пенальти, которые он исполнял без разбега.

## Карьера
Джузеппе Синьори дебютировал на профессиональном уровне в команде «Леффе». За два сезона молодой игрок неплохо себя проявил, и команда из любительской лиги перешла в серию D. Им заинтересовалась «Пьяченца», клуб серии С, в который Синьори перешёл В 1986 году. В «Пьяченце» он отыграл 3 года, забив 7 голов в 46 матчах, с перерывом в виде годовой аренды в «Тренто», и вышел вместе с «Пьяченцой» в серию B. Молодым полузащитником заинтересовался клуб «Фоджа», с тренером Зденеком Земаном во главе, который убрал Синьори с фланга и поставил в центр нападения. В двух сезонах он забил 25 мячей, а команда вышла в высший итальянский эшелон. В первом же сезоне за «Фоджу» Синьори забил 11 голов, после чего был привлечён в сборную, в которой дебютировал 31 мая 1992 года в матче с Португалией. В том же году Синьори перешёл в «Лацио», в составе которого он в первом же сезоне стал лучшим бомбардиром чемпионата Италии с 26 голами. В следующем сезоне он также был лучшим бомбардиром серии А, забив 23 мяча в 23 встречах.
В сборной Синьори использовался в паре с Роберто Баджо или же с Пьерлуиджи Казираги и с Баджо в оттяжке. Однако Синьори не удавалось проявить свои бомбардирские способности из-за жёстких схем, сторонником которых был тренер Арриго Сакки. На ЧМ-1994 Синьори отыграл почти все матчи, но не забивал. В проигранном матче с Ирландией он играл до 84-й минуты, с Норвегией — весь матч, сделав голевую передачу на Дино Баджо. В четвертьфинальном матче с Испанией Синьори ассистировал Роберто Баджо. В четвертьфинале и полуфинале он лишь выходил на замену, а в финальном матче Синьори так и не появился на поле, что сочли[кто?] единственной ошибкой Сакки на турнире, ведь Роберто Баджо был в полуфинале травмирован, и его обычно заменял как раз Синьори.
После чемпионата мира его результативность несколько упала, и в 1995 году он забил 17 мячей в 27 встречах. В том же году Джузеппе Синьори был назначен капитаном «Лацио», а 11 июня 1995 года Серджо Краньотти объявил, что отпускает Синьори в «Парму» за очень значительные деньги. Это возмутило тиффози, которые отправились с манифестацией к дому Краньотти, забросали дом помидорами, яйцами и кучей монет, требуя, чтобы Краньотти не продавал Синьори. Руководство «Лацио» этого явно не ожидало: в тот же день Краньотти сообщил, что прекращает переговоры. В 1996 году Синьори забил 24 гола в 31 матче и в третий раз стал лучшим бомбардиром чемпионата, но Сакки не взял его на ЧЕ-96. У Синьори начался игровой кризис, 15 мячей в следующем сезоне. После того как Дино Дзофф покинул тренерский пост и тренером «Лацио» стал швед Свен-Ёран Эрикссон, Джузеппе Синьори был вынужден покинуть клуб в сезоне 1997/98 — отношения с новым тренером не сложились, причём настолько, что когда «Лацио» в отсутствие Синьори выиграл Кубок Италии, Эрикссон отказался отдавать награду игроку, несмотря на то, что за те полгода выступления за «Лацио» в Кубке Синьори успел отличиться 6 забитыми мячами, став лучшим бомбардиром первенства. Синьори начал играть за «Сампдорию», где его не часто выпускали на поле, и в 17 матчах Синьори забил всего лишь 3 мяча. После перенесённой операции на позвоночнике он перешёл в «Болонью» в июле 1998 года, в составе которой забил 67 мячей за 5 лет. Потом была недолгая игра в Греции за «Ираклис» и полсезона за аутсайдера венгерского чемпионата — «Шопрон».

## Статистика по сезонам
| Сезон            | Клуб      | Турнир       | Чемпионат | Чемпионат | Кубок | Кубок | Еврокубки | Еврокубки | Еврокубки | Всего | Всего |
| Сезон            | Клуб      |              | Игры      | Голы      | Игры  | Голы  | Турнир    | Игры      | Голы      | Игры  | Голы  |
| ---------------- | --------- | ------------ | --------- | --------- | ----- | ----- | --------- | --------- | --------- | ----- | ----- |
| 1984-1985        | Леффе     |              | 8         | 5         | -     | -     |           | -         | -         | 8     | 5     |
| 1985-1986        | Леффе     | С2           | 30        | 3         | -     | -     |           | -         | -         | 30    | 3     |
| Итого            | Леффе     |              | 38        | 8         | 0     | 0     |           | 0         | 0         | 38    | 8     |
| 1986-1987        | Пьяченца  | С1           | 14        | 1         | 3     | 0     |           | -         | -         | 15    | 1     |
| Итого            | Пьяченца  |              | 14        | 1         | 3     | 0     |           | 0         | 0         | 17    | 1     |
| 1987-1988        | Тренто    | С1           | 31        | 3         | 0     | 0     |           | -         | -         | 31    | 3     |
| Итого            | Тренто    |              | 31        | 3         | 0     | 0     |           | 0         | 0         | 31    | 3     |
| 1988-1989        | Пьяченца  | В            | 32        | 5         | 5     | 0     |           | -         | -         | 37    | 5     |
| Итого            | Пьяченца  |              | 32        | 5         | 0     | 0     |           | 0         | 0         | 31    | 3     |
| 1989-1990        | Фоджа     | В            | 34        | 14        | 0     | 0     |           | -         | -         | 34    | 14    |
| 1990-1991        | Фоджа     | В            | 34        | 11        | 4     | 1     |           | -         | -         | 38    | 12    |
| 1991-1992        | Фоджа     | А            | 32        | 11        | 2     | 0     |           | -         | -         | 36    | 11    |
| Итого            | Фоджа     |              | 100       | 36        | 6     | 1     |           | 0         | 0         | 106   | 37    |
| 1992-1993        | Лацио     | А            | 32        | 26        | 6     | 6     |           | -         | -         | 38    | 32    |
| 1993-1994        | Лацио     | А            | 24        | 23        | 1     | 0     | КУ        | 3         | 0         | 28    | 23    |
| 1994-1995        | Лацио     | А            | 27        | 17        | 5     | 4     | КУ        | 7         | 0         | 39    | 21    |
| 1995-1996        | Лацио     | А            | 31        | 24        | 4     | 1     | КУ        | 3         | 1         | 38    | 26    |
| 1996-1997        | Лацио     | А            | 32        | 15        | 4     | 0     | КУ        | 3         | 0         | 39    | 15    |
| 1997-1998        | Лацио     | А            | 6         | 2         | 4     | 6     | КУ        | 3         | 2         |       |       |
| Итого            | Лацио     |              | 152       | 107       | 24    | 17    |           | 19        | 3         | 195   | 127   |
| 1998             | Сампдория | А            | 17        | 3         | 0     | 0     |           | -         | -         | 17    | 3     |
| Итого            | Сампдория |              | 17        | 3         | 0     | 0     |           | 0         | 0         | 17    | 3     |
| 1998-1999        | Болонья   | А            | 30        | 16        | 5     | 1     | КУ, КИ    | 12        | 6         | 47    | 23    |
| 1999-2000        | Болонья   | А            | 31        | 15        | 2     | 0     | КУ        | 6         | 4         | 39    | 19    |
| 2000-2001        | Болонья   | А            | 23        | 16        | 2     | 1     |           | -         | -         | 25    | 17    |
| 2001-2002        | Болонья   | А            | 14        | 3         | 1     | 0     |           | -         | -         | 15    | 3     |
| 2002-2003        | Болонья   | А            | 24        | 12        | 0     | 0     | КИ        | 4         | 4         | 28    | 16    |
| 2003-2004        | Болонья   | А            | 23        | 6         | 1     | 0     |           | -         | -         | 24    | 6     |
| Итого            | Болонья   |              | 145       | 68        | 11    | 2     |           | 22        | 14        | 178   | 84    |
| 2004-2005        | Ираклис   | Суперлига    | 5         | 0         | 0     | 0     |           | -         | -         | 5     | 0     |
| Итого            | Ираклис   |              | 5         | 0         | 0     | 0     |           | 0         | 0         | 5     | 0     |
| 2005-2006        | Шопрон    | Soproni Liga | 10        | 3         | 2     | 2     |           | -         | -         | 12    | 5     |
| Итого            | Шопрон    |              | 10        | 3         | 2     | 2     |           | 0         | 0         | 12    | 5     |
| Всего в Серии А  |           |              | 346       | 189       |       |       |           |           |           |       |       |
| Всего за карьеру |           |              | 544       | 234       | 51    | 22    |           | 41        | 17        | 421   | 273   |

## После футбольной карьеры
С 2008 года по январь 2009 года Джузеппе работал генеральным директором «Тернаны». В 2001 году выпустил автобиографию под названием «Одна жизнь от Синьори» (Una vita da Signori: Autobiografia di Beppe-gol). 1 июня 2011 года Синьори был арестован итальянской полицией в ряду ещё 15 человек по обвинению в организации договорных матчей в серии B и третьем дивизионе страны для заработков в букмекерских конторах. Сам футболист заявил: «Мне нечего скрывать. Я всегда делал ставки, но законным путём. Скоро все прояснится». 9 августа 2011 года Национальный дисциплинарный комитет Итальянской федерации футбола наложил на Синьори и бывшего вратаря «Асколи», «Кремонезе» и «Беневенто» Марко Паолони 5-летнюю дисквалификацию, запрещающую какую-либо работу в футболе под эгидой федерации. В январе 2019 года провёл 5 дней в кардиологическом отделении интенсивной терапии больницы св. Урсулы — Мальпиги в Болонье по поводу тромбоэмболии лёгочной артерии. 23 февраля 2021 года в ходе уголовного разбирательства по расследованию ставок на футбол Синьори был полностью оправдан судом Пьяченцы по обвинению в подтасовке результата матча 7-го тура Серии B 2010/11 «Пьяченца» — «Падова» (2:2) 2 октября 2010 года.

## Личная жизнь
28 июня 1997 года Синьори женился на своей многолетней подруге, итальянской телевизионной актрисе Вивиане Натале, с которой они воспитывали двух дочерей и сына. В 2010 году пара развелась.
Владеет рестораном Al Campione в Болонье.

## Достижения

### Командные
- Вице-чемпион мира: 1994
- Обладатель Кубка Интертото: 1998
- Победитель Серии B: 1990/91

### Личные
- Лучший бомбардир чемпионата Италии (3): 1992/93 (26 голов), 1993/94 (23 гола), 1995/96 (24 гола, совместно с Игорем Протти)
- Лучший бомбардир Кубка Италии (2): 1992/93 (6 голов), 1997/98 (6 голов)
- Футболист года в Италии по версии Guerin Sportivo: 1993
- Лауреат премии Гаэтано Ширеа: 2004